# Тварь (фильм)
«Тварь» — российский фильм ужасов режиссёра Ольги Городецкой. В главных ролях — Елена Лядова и Владимир Вдовиченков. Премьера фильма в России состоялась 28 ноября 2019 года.

## Синопсис
Фильм рассказывает о семье, у которой исчез ребёнок. Спустя несколько лет они берут под опеку другого ребёнка, надеясь, что это поможет им пережить потерю, но с каждым днём этот мальчик всё больше и больше напоминает опекунам их собственного сына.

## В ролях
- Елена Лядова — Полина Белова, приёмная мать
- Владимир Вдовиченков — Игорь Белов, приёмный отец
- Севастьян Бугаев — найдёныш, приёмный сын Беловых
- Евгений Цыганов — Сергей Васильев, психотерапевт
- Роза Хайруллина — сестра Исидора, монахиня в детском приюте
- Ян Рунов — Ваня, погибший сын Беловых
- Анна Уколова — Татьяна Макарова, соседка Беловых
- Константин Тополага — Пётр Макаров, сосед Беловых
- Евгений Антропов — следователь Антипов
- Константин Мурзенко — следователь Егоров
- Дарья Белоусова — игуменья, наставница детского приюта
- Сергей Белов — участковый
- Светлана Токарская — эпизод
- Александра Михалёва — эпизод
- Маргарита Бычкова — эпизод
- Юрий Павлов — эпизод
- Михаил Сафронов — эпизод